# Ammoniumjodide
Ammoniumjodide is het ammoniumzout van waterstofjodide, met als brutoformule NH4I. De stof komt voor als een wit kristallijn poeder, dat zeer goed oplosbaar is in water. Bij blootstelling aan de lucht wordt het geel en bij verhitting met zuurstof ontleedt het onder vorming van jood.

## Synthese
Ammoniumjodide kan bereid worden door een klassieke zuur-basereactie tussen ammoniak en waterstofjodide:
{\displaystyle {\ce {NH3 + HI -> NH4I}}}
Een andere methode is de neutralisatiereactie tussen ammoniumhydroxide of ammoniumcarbonaat (of in opgeloste vorm ammoniumcarbonhydraat) en waterstofjodide:
{\displaystyle {\ce {NH4OH + HI -> NH4I + H2O}}}
{\displaystyle {\ce {(NH4)2CO3 . H2O + 2HI -> 2NH4I + 2H2O + CO2}}}
De reactie tussen ammoniak en di-jood levert eveneens ammoniumjodide:
{\displaystyle {\ce {8NH3 + 3I2 -> 6NH4I + N2}}}

## Toepassingen
Ammoniumjodide wordt gebruikt in fotochemische producten en een aantal geneesmiddelen.